# Hildy Beyeler
Hilda «Hildy» Beyeler (* 14. Juli 1922 in Basel als Hilda Kunz; † 18. Juli 2008 in Riehen) war eine Schweizer Kunsthändlerin, Kunstsammlerin und Museumsgründerin. Gemeinsam mit ihrem Ehemann Ernst Beyeler betrieb sie die Kunstgalerie Galerie Beyeler, baute eine private Sammlung auf, welche das Ehepaar in die 1982 gegründete Fondation Beyeler einbrachte und eröffnete 1997 mit Ernst Beyeler das gleichnamige Museum in Riehen bei Basel. Zudem zählt sie zu den Gründern der 1970 ins Leben gerufenen Kunstmesse Art Basel.

## Leben
Hildy Beyeler war die Tochter des Zollbeamten Ernst Kunz und der Mina, geborene Brey. Sie machte eine Ausbildung zur Kauffrau und arbeitete anschliessend bei der Firma Schmid AG Rohwolle und Rohseide an der Rittergasse 33 in Basel, wo sie ihren späteren Ehemann Ernst Beyeler kennenlernte. Während des Zweiten Weltkriegs verbrachten die beiden ihre Freizeit im Antiquariat «Librairie du Château d’Art» von Oskar Schloss an der Bäumleingasse 9 in Basel. Hildy Kunz half Schloss beim Kolorieren und Restaurieren seiner Bücher.
Dank der finanziellen Starthilfe von Hildy Kunz übernahm Ernst Beyeler im Herbst 1945 das verschuldete Antiquariat «La Librairie du Château d’Art», dessen Besitzer Oskar Schloss im April 1945 verstorben war. Im Jahr 1948 heiratete sie Ernst Beyeler und unterstützte ihn beim Aufbau der Kunsthandlung Galerie Beyeler. Sie führte die Buchhaltung der Galerie und zählte zusammen mit ihrem Gatten bald zu wichtigen Persönlichkeiten des internationalen Kunsthandels. «Während fünfzig Jahren trugen Ernst und Hildy Beyeler parallel zu ihrer erfolgreichen Galeristentätigkeit ausgesuchte Werke der klassischen Moderne zusammen.»
1982 errichtete das Ehepaar die Beyeler-Stiftung, deren Ziel die Pflege und Präsentation der eigenen Sammlungen von Werken der klassischen Moderne sowie von afrikanischer und ozeanischer Kunst ist. Seit 1997 werden die Kunstwerke im Museum Fondation Beyeler in Riehen bei Basel gezeigt.

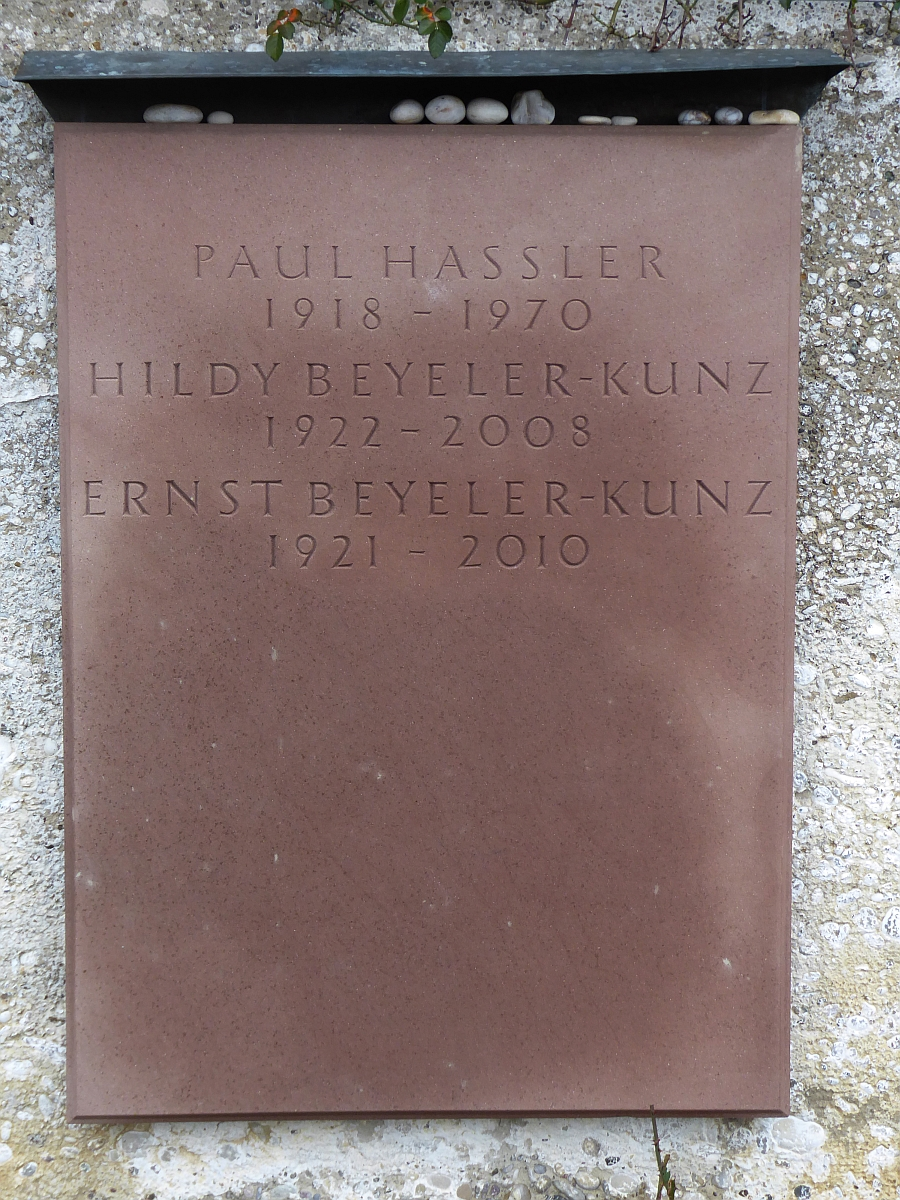
Grab dem Friedhof am Hörnli, Riehen

Zusammen mit ihrem Mann sowie Trudl Bruckner und Balz Hilt gehörte Hildy Beyeler zu den Gründern der Art Basel, welche heute als die weltweit grösste Kunstmesse für Gegenwartskunst gilt.

## Auszeichnungen
- 1997: «Basler Stern», als Dank für die Leistungen um die Stadt
- 2007: Ehrung zusammen mit Ernst Beyeler durch die Stadt Riehen anlässlich des 10-jährigen Jubiläums der Fondation Beyeler